# Xã Laird, Quận Phelps, Nebraska
Xã Laird (tiếng Anh: Laird Township) là một xã thuộc quận Phelps, tiểu bang Nebraska, Hoa Kỳ. Năm 2010, dân số của xã này là 529 người.